# İmam bayıldı
Imam bayildi (in turco İmambayıldı, letteralmente: "l'imam è svenuto" oppure "l'imam (lo) ha adorato") è uno dei più noti e apprezzati piatti della cucina turca zeytinyağlı, che prevede cioè l'impiego di olio d'oliva.

## Caratteristiche
Ingredienti fondamentali sono le melanzane brasate e farcite con cipolla, aglio e pomodoro, il tutto servito a temperatura ambiente o freddo.

Costituisce una variante del Karnıyarık, che in più prevede carne macinata.

## Diffusione
İmam bayıldı è ben conosciuto anche in Iran, Bulgaria, Grecia, Albania e Armenia. Viene generalmente indicato nel mondo arabo come imam bayouldi. In Grecia si serve ben caldo.

## Origine del nome
Il nome deriva dalla leggenda secondo cui un imam, piacevolmente stupito dalla squisitezza del piatto preparatogli dalla moglie, sarebbe addirittura svenuto, anche se esistono varianti circa l'origine del nome.
Un'altra tradizione popolare parla infatti di un imam che s'era sposato con la figlia d'un mercante di olio d'oliva. La sua dote era consistita in dodici giare del miglior olio d'oliva, con cui ella cucinava ogni sera una melanzana, combinata con pomodori e cipolle. Al tredicesimo giorno sulla tavola per desinare non comparve la melanzana. Quando fu informato che non c'era più olio d'oliva, l'imam perse i sensi.